# Genista flagellaris
Genista flagellaris är en ärtväxtart som beskrevs av Carlo Pietro Stefano Stephen Sommier och Emile Emilio Levier. Genista flagellaris ingår i släktet ginster, och familjen ärtväxter. Inga underarter finns listade i Catalogue of Life.